# Pierre Restany
 (octobre 2023).
Si vous disposez d'ouvrages ou d'articles de référence ou si vous connaissez des sites web de qualité traitant du thème abordé ici, merci de compléter l'article en donnant les références utiles à sa vérifiabilité et en les liant à la section « Notes et références ».
Pierre Restany est un historien de l'art et critique d'art français, né le 22 juin 1930 à Amélie-les-Bains-Palalda (Pyrénées-Orientales) et mort le 29 mai 2003 à Paris 14e.

## Biographie
Pierre Restany passe son enfance à Casablanca où son père dirige la Compagnie marocaine, dans un milieu aisé et cultivé. Revenu en France en 1949, il fait une khâgne au lycée Henri-IV avant de poursuivre ses études universitaires en France, en Italie, en Irlande et d'obtenir une licence ès lettres et un diplôme d'études supérieures d'esthétique et d'histoire de l'art.
Dans ses premiers écrits, notamment pour la revue Cimaise, à laquelle il collabore dès 1952, le jeune critique d'art prend la défense du peintre Jean Fautrier. En 1956, il fait la connaissance d'Yves Klein et le soutient dans ses expériences que l’époque juge folles. Lors de la réalisation des Anthropométries d'Yves Klein en 1960, Restany qualifia les collaboratrices, — dont Elena Palumbo Mosca — de « pinceaux vivants ». Pressentant les limites de l’expressionnisme abstrait américain et de l’abstraction lyrique européenne, il publie Lyrisme et Abstraction et, à partir de cet effort conceptuel, élabore sa théorie du Nouveau Réalisme, qui tend à inventer un humanisme de l’objet industriel.
En 1960, Restany est la cheville ouvrière de la fondation, à Paris et Milan, du groupe des Nouveaux réalistes, avec Arman, François Dufrêne, Raymond Hains, Martial Raysse, Daniel Spoerri, Jean Tinguely, Jacques Villeglé, rejoints peu après par César, Mimmo Rotella, Niki de Saint Phalle et Gérard Deschamps, puis par Christo. Entre 1960 et 1963, il est à l'origine d'une bonne vingtaine d'expositions collectives et poursuit sa réflexion conceptuelle sur le mouvement, quitte à se heurter à Raymond Hains, qui le comparera plus tard à « un petit drapeau planté sur un groupe ». Il participe activement à la Biennale de Paris qui expose régulièrement les œuvres des nouveaux réalistes.
À partir de 1963, il collabore à la revue d’art et d’architecture Domus et vit et travaille en alternance entre Paris et Milan. L’année 1968 lui offre l’occasion d’une réflexion critique et prospective sur les structures sociologiques de l’art contemporain avec Le Petit Livre rouge de la révolution picturale et le Livre blanc de l’art total. Il réalise l'exposition « Rencontre internationale des artistes » entre 1963-1965 dans plusieurs villes au Maroc, pays dans lequel il a grandi à l'époque du protectorat français.
L’Autre Face de l’Art, essai paru en feuilleton mensuel dans Domus de janvier à juillet 1978, retrace l’histoire de la fonction déviante dans l’art contemporain, du futurisme et de dada à la problématique conceptuelle, en passant par l’aventure expressive de l’objet.
Esprit curieux et ouvert, à partir de 1972, il suit le travail critique du Collectif d'art sociologique et, plus particulièrement, l'« hygiène de l'art » et la démarche socio-pédagogique d'Hervé Fischer, ainsi que la démarche vidéo et multimédia de Fred Forest.
En 1976, Pierre Restany est le commissaire du pavillon français à la Biennale de Venise et y organise une exposition collective regroupant le Collectif d'Art Sociologique (Hervé Fischer, Fred Forest et Jean-Paul Thénot), Raymond Hains, Alain Jacquet, Bertrand Lavier, Jean-Pierre Raynaud et Jean-Michel Sanejouand.
En juillet et août 1978, en compagnie de Sepp Baendereck et de Frans Krajcberg, Restany remonte en bateau le rio Negro, principal affluent nord de l’Amazone, de Manaus à la frontière de la Colombie et du Venezuela. Cette expérience provoque en lui un choc émotionnel profond et l'amène à s'interroger sur le sens moderne de la nature. Le Manifeste de Rio Negro, rédigé en pleine forêt, se réfère à un naturalisme intégral, et se veut tout à la fois une réponse objective, synthétique, planétaire aux questions que l’art d’aujourd’hui se pose sur son existence et sa fonction et une redéfinition du rapport nature-culture, à la lumière des cultures marginales en quête de leur propre identité. Nature intégrale, la revue qu’il publie à Milan entre 1978 et 1981 avec Carmelo Strano, rend compte de l’ampleur de ces recherches, qui recueillent un grand écho dans le monde de l’art.
À la suite de sa rencontre avec Dani Karavan en 1976, la réflexion de Pierre Restany aborde également la problématique de l’art dans la ville. Témoin attentif de l’évolution du design post-moderne et plus précisément des développements théoriques et pratiques de l’œuvre de l’architecte Alessandro Mendini, il interroge aussi, à partir de la fin des années 1970, le rapport entre le monde de l’art et celui de la production. Un livre, paru simultanément à Paris et à Milan en 1990, traite dans cette optique des rapports de l’art et de la production à partir de la notion d’« objet-plus », c’est-à-dire de la plus-value sémantique et culturelle qui s’attache à l’objet industriel lorsqu’il entre dans le domaine de l’art. Ce problème du « plus » dans l’objet est souligné visuellement par des présentations informationnelles de Bernard Demiaux. À partir de 1986, il dirige la revue trimestrielle Ars.
Pierre Restany est un voyageur infatigable, en Espagne, Grèce, Yougoslavie, Pologne, Tchécoslovaquie, Bulgarie, Hongrie, Israël, Corée, Japon, États-Unis, Iran, Inde, Cuba, Uruguay, Colombie, Venezuela, Argentine, Brésil, Australie, Québec, URSS… Mario Pedrosa lui ouvre les portes de la Biennale de São Paulo en 1961. Commissaire Général de la section Art et Technologie en 1967, il renonce à sa charge en raison de l’attitude anti-culturelle des militaires brésiliens au pouvoir. Il vit les derniers moments de « l’âge d’or » de Buenos Aires en 1963-1964 grâce à Jorge Romero Brest (es), qui l’invite à l’instituto Torquato di Tella. Critique d’art de Planète, il collabore à la création de l’édition argentine de la revue de Louis Pauwels.
En 1962, à l’occasion de sa participation au jury de la Biennale de Tokyo, il donne sur invitation du professeur Takiguchi une série de cours retentissants sur le Nouveau réalisme à la Tama Art University. Entre 1964 et 1968, il participe au Printemps de Prague en assurant la correspondance parisienne des revues artistiques de l’État tchèque (Vytvarne Prace, Vytvarne Umeni). En 1979, un « Lecture Tour Grant » de l’Australia Council lui permet de visiter les principales universités australiennes, au cours d’un périple d’un mois organisé par Noela Yuill.
En 1980, il publie Les Voyages de Ginzburg, s'intéressant à la fractalisation de l'art et à son effet papillon.
En 1984-1985, il est appelé par Maria Grazia Mazzocchi à faire part de l’équipe fondatrice à Milan de la Domus Academy, un institut post-universitaire de recherches sur la mode et le design, internationalement reconnu aujourd’hui. Membre du comité d’organisation de l’Olympiade des Arts, programme artistique lié aux Jeux Olympiques de Corée, il est, avec le critique et historien d'art Gérard Xuriguera, à l’origine du parc olympique de sculptures de Séoul, réalisé en 1987-1988 et qui rassemble 300 œuvres en provenance du monde entier.
La publication en 1988 de l’édition russe de Domus le plonge avec Giovanna Mazzocchi Bordone en pleine perestroïka. Il inaugure la même année à Moscou, dans le cadre de l’exposition Günther Uecker à la nouvelle galerie Tretiakov, une série de conférences sur la situation de l’art occidental. En janvier 1989, il rencontre l’académicien Likatchov, Président de la Fondation Soviétique pour la Culture, venu à Milan pour inaugurer une exposition sur l’Avant-garde russe.
En 1992, il est appelé à la direction de Art & Tabac (exposition à Rome, Vienne et Amsterdam).[réf. nécessaire]
En 1999, il prend la présidence du Site de création contemporaine du palais de Tokyo à Paris, voué à la promotion de la scène artistique émergente. Il soutient activement l'artiste Klaus Guingand et dévient l'expert du $ 100 dollarts (KG). En 2001, il organise une exposition collective à New York, intitulée « Écologie politique », concrétisant plusieurs années d'échanges avec Carlos Ginzburg, sur l'art fractal et les théories d'hybridation de Bruno Latour. Une suite de cette exposition est en préparation au centre culturel français de Milan lorsque vient sa mort.
Trente-cinq ans d’activités passionnées et souvent polémiques ont fait de Pierre Restany un personnage hors-série de la scène artistique, connu dans le monde entier, grâce à diverses collaborations à la presse écrite et aux media audio-visuels avec entre autres Frédéric Altmann, à de nombreuses tournées de conférences dans les universités et les musées et à sa participation au jury de nombreuses manifestations internationales. Le milieu de l’art mettra du temps avant de reconnaître en lui un maître qui, lors de sa disparition en 2003, sera salué par toutes les institutions.
En 2003, les éditions du Cercle d'Art éditent l'un de ses derniers travaux : une monographie sur le peintre Guillaume Corneille, à la suite d'un séjour chez celui-ci dans sa maison près d'Auvers-sur-Oise. Le peintre, membre fondateur du mouvement Cobra, était un proche de César et Arman.
Type même du critique engagé, adoptant un point de vue éthique avant toute approche esthétique, il n'a cessé d'interroger la nature et le sens de l'art dans la société post-industrielle. Pour lui, grâce à Yves Klein « l'art a définitivement basculé dans la morale, et l'esthétique dans l'éthique. ».
Il fut le critique le plus important de l’après-guerre en France : « Un mythe ! » a dit de lui Andy Warhol.
Pierre Restany est inhumé au cimetière du Montparnasse (division 3), sous une pierre tombale ayant les couleurs du drapeau français.

## Œuvres
- Lyrisme et Abstraction, Milan, Ed. Apollinaire, 1960
- Manifeste des Nouveaux Réalistes, 1968 ; Paris, Éditions Dilecta, 2007
- Avant-Garde du XXe siècle, avec Pierre Cabanne, Paris, Balland, 1970
- Le Nouveau Réalisme, Paris, Union générale d'éditions (coll. « 10/18 » Série S), 1978
- Voyages de Ginzburg, monographies, Paris, Julien Blaine, 1980
- Katarsis coécrit avec Magdalena Abakanowicz, 1987
- Quentin, des graffitis de 1947 aux monuments du troisième millénaire, coécrit avec Jean-Clarence Lambert et Jean Leymarie, Éditions Cercle d'art, 1991
- Philippe Pasqua, Paris, Galerie Lucien Durand-Le Gaillard, 1999 (ISBN 978-2951442405) (avec Jean-Michel Ribettes)

- Street Art (le seconde souffle) de Karel Appel, éditions Galilée, collection écritures/figures, 1982.
- Le Journal du Rio Negro, Marseille, éditions Wildproject, collection Domaine Sauvage, 2013
- Les Objets Plus, avec Bernard Demiaux, Editions de la Différence 1989
- Corneille, éditions Cercle d'Art, 2003  (ISBN 9782702206577)

### Essais
- La vie est belle, n’est-ce-pas, cher Vostell, Wolf Vostell, galerie Lavignes Bastille, Paris, 1990[6]